# 호드리구 핌팡
호드리구 핌팡 비아나(Rodrigo Pimpão Viana, 1987년 10월 23일 ~ )는 브라질의 축구 선수이다. 2013년 수원 삼성 블루윙즈에 입단하였으나 큰 활약을 보이지 못하고 팀을 떠났다.